# Melins värvade estländska infanteriregemente
Melins värvade estländska infanteriregemente, även bara Estländskt infanteriregemente, var ett värvat infanteriregemente inom svenska armén som verkade åren 1702–1710. Förbandet var förlagt i Reval, Svenska Estland.

## Historia
Regementet uppsatt 1700 i Reval med en styrka om 2000 man. Deltog i försvaret av den ryska belägringen av Reval. Dock föll staden och regementet gick i rysk fångenskap.

## Förbandschefer
- 1702–1710: Berendt Johan Mellin